# Kirovskij rajon (Ossezia Settentrionale-Alania)
Il Kirovskij rajon (in russo Ки́ровский райо́н?) è uno degli otto rajon nei quali è divisa l'Ossezia Settentrionale-Alania; ha come capoluogo Ėl'chotovo. Istituito nel 1934, occupa una superficie di 360 chilometri quadrati e ospita una popolazione di circa 29.000 abitanti.